# نسبت تصویر
به نسبت پهنا به ارتفاع یک فریم یا تصویر در اصطلاح نسبت تصویر (به انگلیسی: Aspect ratio) گفته می‌شود. هر تصویر دارای دو Aspect ratio است، یکی برای کادر تصویر و دیگری برای پیکسلهای تشکیل‌دهندهٔ کادر. هر دوربین ممکن است برای ضبط و پخش از نسبت تصویرهای متفاوتی پشتیبانی کند. از Aspect ratioهای مربوط به ضبط تصاویر می‌توان به نسبت تصویرهای ۴:۳ [۴ به ۳] و ۱۶:۹ [۱۶ به ۹] اشاره کرد که نسبت ۴ به ۳ در DV NTSE و نسبت ۱۶ به ۹ در صفحه‌های عریض DV NTSE استفاده می‌شود.
نسبت تصویر ۴:۳ [۴ به ۳] یا (۱٫۳۳:۱) در تلویزیون‌های معمولی کاربرد دارد که در آن ۴ واحد برای پهنا و ۳ واحد برای ارتفاع در نظر گرفته می‌شود. نسبت تصویر ۱۶:۹ برای پخش فیلم‌های سینمایی و تلویزیون وضوح‌بالا [HDTV] و بعضی فیلم‌های دی‌وی‌دی استفاده می‌شود.

## استانداردهای ویدیویی رایج

#### ۹:۱۶ (فیلم عمودی)
به علت استفاده گسترده از تلفن‌های هوشمند، این نسبت برای مشاهده در حالت عمودی در نظر گرفته شده‌است. این برنامه توسط اسنپ چت رواج یافت و اکنون نیز توسط توییتر، تیک تاک و فیس بوک استفاده می‌شود. استوری‌های اینستاگرام نیز بر اساس این نسبت ابعاد هستند.

#### ۱: ۱ (مربع)
صفحه نمایش مربعی به ندرت در دستگاه‌ها و مانیتورها استفاده می‌شود. با این وجود، مصرف ویدئو در شبکه‌های اجتماعی به سرعت در حال افزایش است. ویدیو مربع توسط برنامه‌های تلفن همراه مانند اینستاگرام محبوب شد و از آن زمان توسط فیس بوک و توییتر نیز پشتیبانی می‌شود.

#### استاندارد ۴: ۳
نسبت (۱٫۳: ۱) (عموماً چهار به سه یا چهار در سه خوانده می‌شود) برای تلویزیون‌ها در زمان اختراع دوربین‌های تصویربرداری و بسیاری از مانیتورهای رایانه ای درگذشته استفاده می‌شد. این نسبت ابعاد مورد استفاده برای فیلم‌های ۳۵ میلی‌متری در سینمای صامت بود. همچنین مشابه نسب ۱٫۳۷۵:۱ است که توسط آکادمی علوم و هنرهای سینمایی به عنوان استاندارد سینمای ناطق تعریف شده‌است. مطابقت تلویزیون‌ها با این نسبت ابعاد، فیلم‌های ۳۵ میلیمتری می‌توانستند در دهه ۱۹۴۰ و ۱۹۵۰ به‌طور رضایت بخش مشاهده شوند.
اکثر تلویزیون‌های مدرن در عوض با صفحه نمایش ۱۶: ۹ تولید می‌شوند. با این حال اکثر سری آیپد اپل از صفحه نمایش ۴: ۳ استفاده می‌کنند.

#### استاندارد ۱۶:۱۰

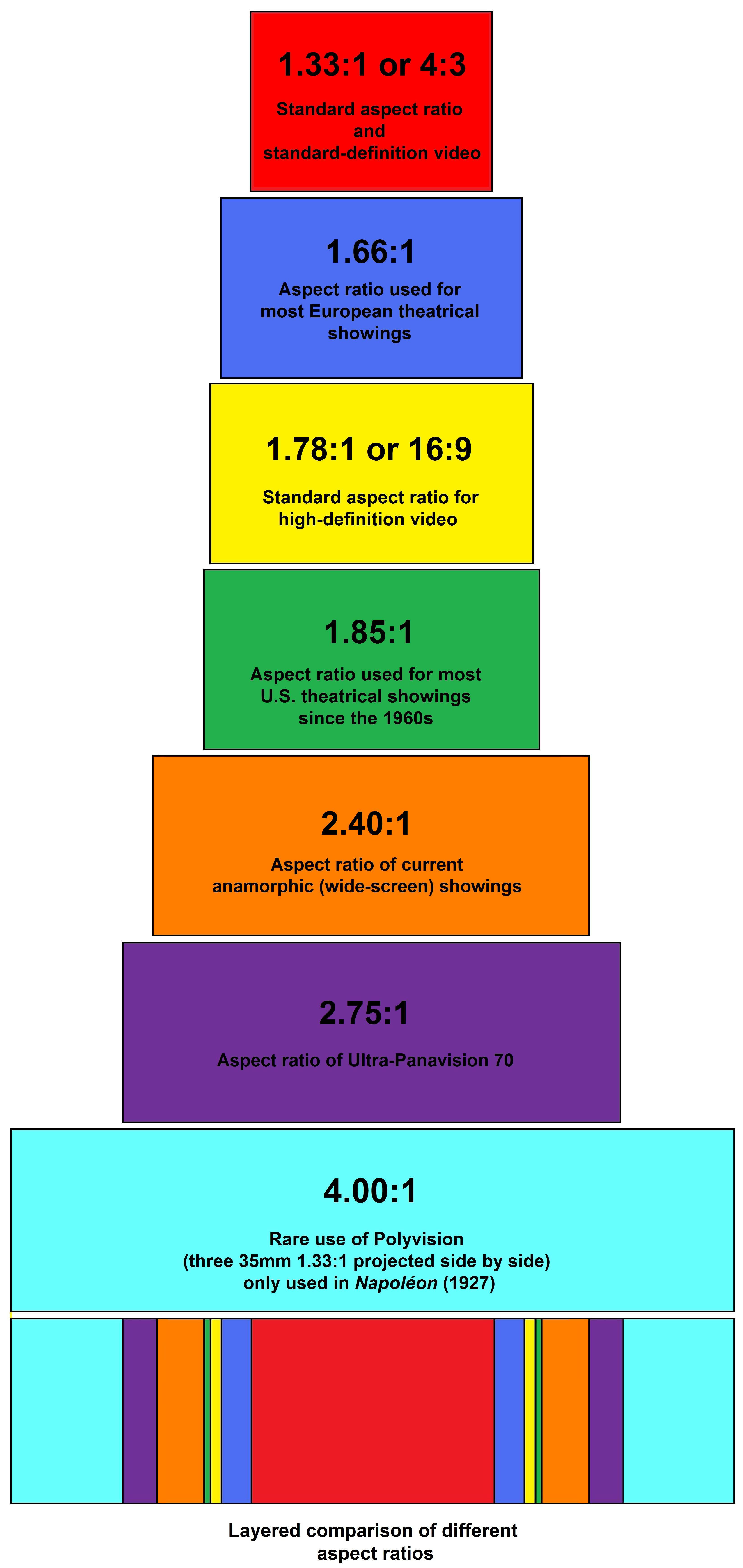
مقایسه چندین نسبت تصویر متداول در سینما و صنعت تصویر

۱۶:۱۰ (۸:۵) نسبت ابعادی است که بیشتر برای نمایشگرهای رایانه و تبلت‌ها استفاده می‌شود. عرض صفحه نمایش ۱٫۶ برابر ارتفاع آن است. این نسبت نزدیک به نسبت طلایی (تقریباً ۱٫۶۱۸) است. نمایشگرهای LCD با استفاده از نسبت ۱۶:۱۰ از سال ۲۰۰۳ در بازار انبوه ظاهر شد. تا سال ۲۰۰۸، ۱۶:۱۰ رایج‌ترین نسبت ابعاد برای نمایشگرهای LCD و نمایشگرهای لپ تاپ شده بود. از سال ۲۰۱۰، نسبت ۱۶: ۹ به استاندارد اصلی تبدیل شد و تا سال ۲۰۱۱ نسبت ۱۶:۱۰ تقریباً از محصولات جدید بازار انبوه ناپدید شده بود. طبق گزارش Net Applications، تا اکتبر ۲۰۱۲ سهم بازار نمایشگرهای ۱۶:۱۰ به کمتر از ۲۳ درصد کاهش یافته‌است.

#### استاندارد ۱۶: ۹
۱۶: ۹ (۱٫۷: ۱) (عموماً شانزده به نه یا شانزده نهم خوانده می‌شود) فرمت استاندارد بین‌المللی HDTV، تلویزیون دیجیتال غیر HD و تلویزیون صفحه گسترده آنالوگ PALplus است. Hi-Vision ژاپن در ابتدا با نسبت ۵: ۳ (= ۱۵: ۹) شروع شد اما هنگامی که گروه استانداردهای بین‌المللی نسبت وسیع تری از ۵+۱/۳ به ۳ (= ۱۶: ۹) را معرفی کرد، تبدیل شد. بسیاری از دوربین‌های ویدئویی دیجیتال قابلیت ضبط در ۱۶: ۹ (= ۴۲:۳۲) را دارند و ۱۶: ۹ تنها نسبت ابعاد صفحه عریض است که به‌طور استاندارد توسط استاندارد DVD پشتیبانی می‌شود. تولیدکنندگان DVD همچنین می‌توانند نسبتهای وسیع تری مانند ۱٫۸۵: ۱ و ۲٫۳۹: ۱ را در فرمت DVD 16: 9 با چسبندگی سخت یا افزودن نوارهای سیاه داخل خود تصویر انتخاب کنند. با این حال، اغلب در تلویزیون‌های انگلیسی در انگلستان در دهه ۱۹۹۰ مورد استفاده قرار گرفت. در حال حاضر همچنین در تلفن‌های هوشمند، لپ تاپ و بسیاری از رسانه‌ها استفاده می‌شود.

#### ۱٫۸۵: ۱
معادل نسبت عدد صحیح ۳۷:۲۰. وقتی تماشاگران سینما کاهش یافتند، هالیوود نسبت‌های صفحه گسترده‌ای ایجاد کرد تا صنعت فیلم را از تلویزیون متمایز کند، یکی از رایج‌ترین آنها نسبت ۱٫۸۵: ۱ بود.

#### ۲: ۱
نسبت ابعاد ۲: ۱ برای اولین بار در 1950s برای قالب RKO Superscope استفاده شد.
از سال ۱۹۹۸، فیلمبردار ویتوریو استورارو از فرمت "Univisium" که از فرمت ۲: ۱ استفاده می‌کند، حمایت کرد. این دستگاه به گونه ای طراحی شده‌است که بین نسبت تصویر سینما ۲٫۳۹: ۱ و نسبت پخش تلویزیون HD با نسبت ۱۶: ۹ سازش داشته باشد. Univisium در بازار فیلم‌های تئاتری استقبال چندانی نکرده‌است، اما اخیراً توسط Netflix و Amazon Video به ترتیب برای تولیداتی مانند House of Cards و Transparent مورد استفاده قرار گرفته‌است. این نسبت ابعاد در قالب‌های کسب شده توسط این بسترهای محتوا استاندارد است و الزاماً یک انتخاب خلاقانه نیست.
علاوه بر این، برخی از دستگاه‌های تلفن همراه مانند LG G6، LG V30، Huawei Mate 10 Pro , Google Pixel 2 XL , OnePlus 5T و Sony Xperia XZ3 از فرمت ۲: ۱ (تبلیغ ۱۸: ۹) و همچنین Samsung Galaxy S8، Samsung Galaxy Note 8، Samsung Galaxy S9 و Samsung Galaxy Note 9 با فرمت کمی مشابه ۱۸٫۵: ۹. آیفون X اپل نیز دارای نسبت صفحه نمایش مشابه ۱۹٫۵: ۹ (۲٫۱۶: ۱) است.

#### ۲٫۳۵: ۱ و ۲٫۳۹: ۱
قالب آنامورفیک تکنیک فیلمبرداری است که از یک تصویر با صفحه عریض بر روی فیلم استاندارد ۳۵ میلی‌متری یا سایر رسانه‌های ضبط بصری با نسبت تصویر بومی غیرعریض استفاده می‌کند. هنگام نمایش، نسبت تصویر تقریباً ۲٫۳۵: ۱ یا ۲٫۳۹: ۱ (اغلب به ۲٫۴: ۱ گرد می‌شود) است. "نسبت تصویر ۲۱: ۹" در واقع ۶۴:۲۷ (= ۴۳:۳۳) یا تقریباً ۲٫۳۷: ۱ است و نزدیک به هر دو نسبت تصویر سینمایی است.
دستگاه‌های تلفن همراه اکنون از فرمت ۲۱: ۹ استفاده می‌کنند، مانند Sony Xperia 1.